# Burg Brandis
Die Burg Brandis ist eine nur noch als Ruine erhaltene Höhenburg aus dem 13. Jahrhundert. Sie steht in der Schweizer Gemeinde Lützelflüh im Kanton Bern, oberhalb des Dorfes Lützelflüh auf einer Felsnase. Heute sind noch Mauerreste und ein Halsgraben sichtbar.

## Geschichte
Die Burg Brandis war ab 1230 Stammsitz der Freiherren von Brandis. Von der Burg aus verwalteten diese während des 13. Jahrhunderts ihren Besitz im oberen und mittleren Emmental. 1337 erhielten die von Brandis das Berner Burgrecht. 1455 verkaufte die Familie die Herrschaft an die Herren von Scharnachthal. Danach kam es zu mehreren Besitzerwechseln, bis die Burg 1607 in den Besitz der Stadt Bern kam und eine bernische Landvogtei wurde.
Während des Franzoseneinfalls 1798 brannte die Burg bis auf die Grundmauern nieder.